# Dodendans (boek)
Het boek Dodendans (oorspronkelijke titel: The Coffin Dancer), uitgebracht in 1998, werd geschreven door de Amerikaanse auteur Jeffery Deaver. Het is het tweede boek over de forensisch criminalist Lincoln Rhyme.

## Inhoud
Een gewetenloze en briljante huurmoordenaar, de Doodskistdanser genaamd, heeft de opdracht gekregen om drie getuigen te doden, voor ze in de rechtbank kunnen verschijnen. Het gaat om drie piloten, die iets hebben gezien dat ze beter niet hadden kunnen zien. Zijn eerste slachtoffer is Ed Carney, wiens vliegtuig vlak voor de landing explodeert. De andere twee getuigen, Percey Clay en Brit Hale, worden onmiddellijk op een veilige locatie opgeborgen in afwachting van het proces. Maar dat houdt de Doodskistdanser niet tegen.
Daarom roept de New Yorkse politie de hulp in van voormalig forensisch criminalist Lincoln Rhyme. Rhyme was hoofd van de forensische afdeling van NYPD, tot hij door een ongeluk vrijwel geheel verlamd raakte. Samen met rechercheur Amelia Sachs probeert hij de Doodskistdanser te stoppen, voor deze alsnog kans ziet bij de andere twee getuigen te komen. Maar zal het hun lukken de Doodskistdanser te vinden én de twee getuigen lang genoeg in leven te houden, zodat ze in de rechtbank kunnen verschijnen?